# Мешетич, Николай Фёдорович
Никола́й Фёдорович Меше́тич (1850—1910) — русский генерал от инфантерии, командир 12-го и 16-го армейских корпусов.

## Биография
Православный. Из потомственных дворян.
Окончил 2-й Московский кадетский корпус (1867) и Михайловское артиллерийское училище (записан на мраморную доску, 1870), выпущен подпоручиком в 1-ю конно-артиллерийскую бригаду. В 1874 году переведен во 2-ю батарею гвардейской конно-артиллерийской бригады.
Чины: поручик (1871), подпоручик гвардии (1874), поручик (1875), штабс-капитан (1875), капитан ГШ (1878), подполковник (1878), полковник (за отличие, 1881), генерал-майор (за отличие, 1891), генерал-лейтенант (за отличие, 1900), генерал от инфантерии (за отличие, 1908).
Окончил Николаевскую академию Генерального штаба (по 1-му разряду).
В русско-турецкую войну 1877—1878 годов командовал скорострельной батареей. За боевые отличия награждён орденами Святого Владимира 4-й степени с мечами и бантом, Святой Анны 2-й степени с мечами и Святого Станислава 2-й степени с мечами.
В 1878 году был переведен в Генеральный штаб с назначением помощником заведывающего Азиатской частью Главного штаба и в том же году произведен в подполковники. В 1880—1885 годах состоял в числе штаб-офицеров Генерального штаба, положенных по штату при Главном штабе. В 1885 году назначен начальником штаба 3-й гренадерской дивизии, а в следующем году — на ту же должность в 37-й пехотной дивизии. Затем командовал лейб-гвардии 2-м стрелковым батальоном (1891—1895) и лейб-гвардии Финляндским полком (1895—1899)
В 1899 году назначен начальником штаба Гвардейского корпуса, а в 1900 — произведен в генерал-лейтенанты с назначением начальником 2-й гвардейской пехотной дивизии. С 7 июня 1904 по 26 октября 1905 был начальником штаба войск гвардии и Петербургского военного округа. Затем командовал 12-м (1906—1908) и 16-м (1908) армейскими корпусами.
С 24 декабря 1908 года состоял почетным опекуном Опекунского совета учреждений императрицы Марии по Санкт-Петербургскому присутствию.
Умер в 1910 году.

## Семья
Был женат на Елизавете Владимировне Неклюдовой. Их дети:
- Александр (?—1914), окончил Павловское военное училище (1901), капитан лейб-гвардии 1-го стрелкового полка. Скончался от ран, был похоронен на Царскосельском братском кладбище[2].
- Николай (?—после 1954), окончил Пажеский корпус (1905), ротмистр лейб-гвардии Уланского Её Величества полка. В эмиграции в Абиссинии[3].
- Елизавета

## Награды
- Орден Святого Станислава 3-й ст. (1872)
- Орден Святого Станислава 2-й ст. с мечами (1878)
- Орден Святого Владимира 4-й ст. с мечами и бантом (1879)
- Орден Святой Анны 2-й ст. с мечами (1879)
- Орден Святого Владимира 3-й ст. (1884)
- Орден Святого Станислава 1-й ст. (1894)
- Орден Святой Анны 1-й ст. (1898)
- Высочайшая благодарность (1904)
- Высочайшая благодарность (1904)
- Высочайшая благодарность (1904)
- Высочайшая благодарность (1904)
- Орден Святого Владимира 2-й ст. (1904)
- Орден Белого Орла (1906)

Иностранные:
- прусский орден Красного орла 2-й степени (1890) со звездой (1898)
- бухарский орден Восходящей звезды 1-й степени (1893)
- китайский орден Двойного Дракона 2-го класса 3-й степени (1896)
- французский орден Почётного легиона, командорский крест (1897)
- румынский орден Короны 1-й ст. (1899)
- итальянский орден Короны, большой крест (1903)